# Oratorio del Santissimo Sacramento al Laterano
L’oratorio del Santissimo Sacramento al Laterano è una chiesa di Roma, nel rione Monti, in piazza di San Giovanni in Laterano, a fianco della Scala Santa.

## Storia e Arte
Il locale adibito ad oratorio fu concesso alla fine del XVII secolo dai custodi di San Lorenzo in Palatio all'Arciconfraternita del Santissimo Sacramento, fondata da papa Alessandro VI nel 1493, che finora non aveva trovato ancora sede stabile e duratura; in cambio, il Sancta Sanctorum riceveva dall'Arciconfraternita “in perpetuo un annuo canone di una libbra di cera bianca nel giovedì santo” (Armellini). I lavori di ristrutturazione del locale iniziarono subito ad opera del Fortunati, il quale però minò le fondamenta del Sancta Sanctorum rischiando di far crollare il tutto. Solo a metà del Settecento, ad opera degli architetti Giuseppe e Filippo Sforza Cesarini l'opera di costruzione dell'oratorio fu portata a termine.
Sopra la porta d'entrata è la frase in latino: Oratorium archiconfraternit. SS. Sacramenti Archibasilicae Lateranensis. L'interno dell'oratorio è a pianta rettangolare. Opera di notevole pregio è una tavola del XII secolo raffigurante la Madonna delle gioie. Lavori di restauro nella prima metà del XX secolo hanno riportato alla luce affreschi del V e VI secolo. Tra questi un affresco di una persona togata che legge, che una serie di versi in latino scritta ai suoi piedi: questa figura è interpretata come quella di sant'Agostino e se così fosse sarebbe la più antica immagine del santo dottore e teologo africano.